# Поздымир
Поздымир (укр. Поздимир) — село в Червоноградской городской общине Шептицкого района Львовской области Украины.
Население по переписи 2016 года составляло 907 человек. Занимает площадь 1,836 км². Почтовый индекс — 80216. Телефонный код — 3255.